# 타이 디그스
테이 디그스(Taye Diggs, 영어 발음: /teɪ/, 1971년 1월 2일 ~ )는 미국의 배우이다.

## 출연 작품
- 상사에 대처하는 로맨틱한 자세 (2018)
- 리버 런스 레드 (2018)
- 틸 데스 두 어스 파트 (2017)
- 마이 리틀 포니: 더 무비 (2017)
- 오프닝 나이트 (2016)
- Larry Gaye: Renegade Male Flight Attendant (2015)
- 웨딩 플라이트 (2013)
- 더 베스트 맨 홀리데이 (2013)
- 케이트 맥콜 (2013)
- 비트윈 어스 (2012)
- 딜런 독: 죽음의 밤 (2010)
- 패밀리 웨딩 (2010)
- 데이 브레이크 (2006)
- 슬로우 번 (2005)
- 까칠한 그녀의 달콤한 연애비법 (2005, Cake)
- 렌트 (2005)
- 애비 싱어 (2003)
- 말리부의 8마일 (2003)
- 베이직 (2003)
- 브라운 슈가 (2002)
- 저스트 어 키스 (2002)
- 뉴 베스트 프렌드 (2002, New Best Friend)
- 이퀼리브리엄 (2002)
- 시카고 (2002)
- 웨이 오브 더 건 (2000)
- 더 베스트 맨 (1999)
- 더 우드 (1999)
- 헌티드 힐 (1999)
- 고 (1999)
- 레게 파티 (1998)

### 텔레비전
- Last Call with Carson Daly (2002-05)
- 지미 키멀 라이브! (2003)
- 웨스트 윙 (2003)
- 그레이 아나토미 (2007-09)
- 프라이빗 프랙티스 (2007-13)
- 머더 인 더 퍼스트 (2014-16)